# Фоли (Мисури)
Фоли (енгл. Foley) град је у америчкој савезној држави Мисури.

## Демографија
По попису из 2010. године број становника је 161, што је 17 (-9,6%) становника мање него 2000. године.
| Група             | 2000.       | 2010.       |
| Белци             | 168 (94,4%) | 149 (92,5%) |
| Афроамериканци    | 2 (1,1%)    | 0 (0,0%)    |
| Азијати           | 1 (0,6%)    | 4 (2,5%)    |
| Хиспаноамериканци | 0 (0,0%)    | 8 (5,0%)    |
| Укупно            | 178         | 161         |